# Плейстарх (цар)
Плейстарх (на старогръцки: Πλείσταρχος, Pleistarchos, Pleistarchus; † 458 пр.н.е.) от династията Агиди, е цар на Спарта през 480 пр.н.е. – 458 пр.н.е.
Той е син на цар Леонид I и Горго, дъщеря на Клеомен I.
Той е братовчед на прочутия пълководец Павзаний († 467 пр.н.е.).
Баща му умира през 480 пр.н.е. в Битката при Термопилите срещу персийците, когато той е още дете. Регентството поема първо чичо му Клеомброт. Понеже чичо му умира, регентството и неговото опекунство поема братовчед му Павзаний, който през 479 пр.н.е. води Битката при Платея. Той става самостоятелен цар или след смъртта на Павзаний 467 пр.н.е. или вероятно още през 477 пр.н.е.
Той умира през 458 пр.н.е. без мъжки наследници и цар става Плейстоанакт, синът на Павзаний.